# Música da Jamaica
A Jamaica é o berço de muitos gêneros musicais populares, o mais conhecido deles é o reggae e o funk americano, mas também inclui o Mento, dancehall, ska, rocksteady, dub music, entre outros.
A cultura musical da Jamaica é uma fusão de elementos provenientes dos EUA com o rhythm and blues, o rock and roll e o soul, da África e das ilhas vizinhas Caraíbas, tais como Trinidad com o seu calipso.
A música da Jamaica tornou-se popular em grande parte do mundo. Inicialmente na década de 1960, o ska, o rocksteady e o skinhead reggae foram populares no Reino Unido, principalmente entre mods e skinheads. Na década de 1970, o reggae roots começou a se tornar especialmente popular, através da fama internacional de Bob Marley.
A música jamaicana teve também um efeito sobre o desenvolvimento musical de outros países, tais como a prática de toasting, que foi levada a cidade de Nova Iorque e tornou-se o rapping, um dos quatro elementos da cultura hip hop. Estilos britânicos como o lover's rock e a jungle music também são originários da música jamaicana.

## Gêneros musicais da Jamaica

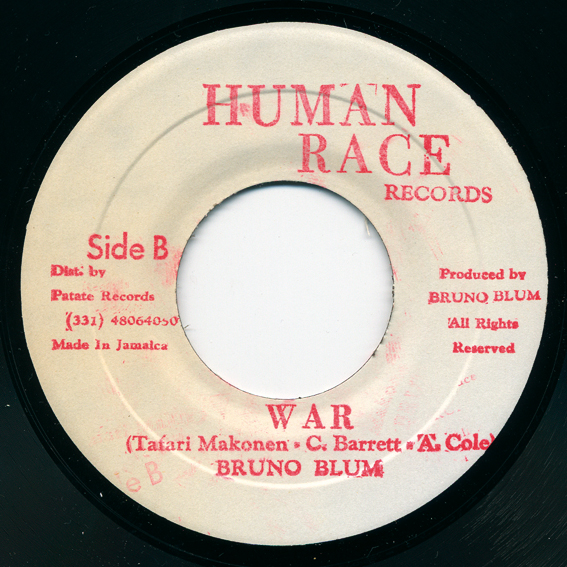
O músico Bruno Blum fundou a Human Race Records na Jamaica em 1997. Ele produziu várias gravações lançadas na Jamaica por esta gravadora, incluindo o hit "War", um dueto virtual de Haile Selassie e Bob Marley.

### Mento
O mento foi gravado na Jamaica na década de 1950, devido aos esforços do Stanley Motta, que observou as semelhanças entre a música folclórica jamaicana e o calipso de Trinidad, que foi atualmente encontrar audiências internacionais.
Enquanto o mento nunca encontrou um grande público internacional como tinha o calipso, algumas dessas gravações, tais como as de Count Lasher, Lord Composer e George Moxey, são agora amplamente respeitadas como lendárias na música jamaicana.
Embora tenha sido largamente suplantado por sucessores como o reggae e o dub, o mento ainda é realizado, gravado e lançado internacionalmente por intérpretes tradicionalistas como o The Jolly Boys.

### Bob Marley
Bob Marley OM (nascido Robert Nesta Marley, Nine Mile, 6 de fevereiro de 1945 — Miami, 11 de maio de 1981), foi um cantor, guitarrista e compositor jamaicano, o mais conhecido músico de reggae de todos os tempos, famoso por popularizar o gênero. Grande parte do seu trabalho lidava com os problemas dos pobres e oprimidos. Ele foi chamado de "Charles Wesley dos rastafáris" pela maneira com que divulgava a religião através de suas músicas.
A Música de Marley foi fortemente influenciada pelas questões sociais de sua terra natal, e ele é considerado ter dado voz ao nexo específico, político e cultural da Jamaica. Suas músicas mais conhecidas são " I Shot the Sheriff "," No Woman, No Cry"," Could You Be Loved "," Stir It Up "," Get Up, Stand Up "," Jamming "," Redemption Song "," One Love/People Get Ready "e," Three Little Birds ", e tambem lançamentos póstumos como " Buffalo Soldier "e" Iron Lion Zion ". A coletânea Legend, lançada três anos após sua morte, é o álbum de reggae mais vendido da história.
Bob foi casado com Rita Marley de 1966 até a morte, uma das I Threes, que passaram a cantar com os Wailers depois que eles alcançaram sucesso internacional. Ela foi mãe de quatro de seus doze filhos (dois deles adotados), os renomados Ziggy e Stephen Marley, que continuam o legado musical de seu pai na banda Melody Makers. Outros de seus filhos, Kymani Marley, Julian Marley e Damian Marley (vulgo Jr. Gong) também seguiram carreira musical.
Foi eleito pela revista Rolling Stone o 11º maior artista da música de todos os tempos.